# Hans G. Grimm
Hans August Georg Grimm (* 20. Oktober 1887 in Hamburg; † 25. Oktober 1958 in Gauting bei München) war ein deutscher Chemiker (Physikalische Chemie).

## Leben
Grimm wurde zunächst Kaufmann, da seine Familie einen Pharmazie-Großhandel besaß, und studierte dann an der Ludwig-Maximilians-Universität München Nahrungsmittelchemie mit der Promotion 1911. Nach Wehrdienst im Ersten Weltkrieg (zuletzt als Hauptmann im Stab des Alpenkorps) wählte er eine akademische Laufbahn und habilitierte sich 1923 bei Kasimir Fajans in München in Physikalischer Chemie. Er wandte in dieser Zeit die Erkenntnisse der sich damals entwickelnden älteren (Bohrschen) Quantentheorie in der Chemie an und stand mit Arnold Sommerfeld in Verbindung. 
1924 wurde er außerordentlicher Professor für Physikalische Chemie an der Universität Würzburg und 1927 ordentlicher Professor. Um sich mehr anwendungsbezogenen Fragen zu widmen, übernahm er 1929 die Leitung eines Forschungslabors der BASF in Oppau, blieb aber bis 1948 Honorarprofessor in Würzburg. 
Da ihm das nationalsozialistische politische Umfeld missfiel, zog er sich 1938 an den Ammersee zurück und widmete sich hauptsächlich umfangreichen philosophischen Studien. Allerdings wirkte er noch als Berater und forschte 1939 über die Anwendung der Röntgenstrukturanalyse auf die Untersuchung der Natur chemischer Bindungen. 1949 wurde er Honorarprofessor an der Universität München.
Grimm befasste sich intensiv mit Kristallchemie, wobei er sich von einer starken geometrischer Intuition leiten ließ, Gemeinsamkeiten unter anorganischen Verbindungen aufzuspüren (zum Beispiel in Hinblick auf harte, diamantähnliche Verbindungen mit Sommerfeld oder bei Untersuchung von Mischkristallen). Nach ihm ist der Grimmsche Hydridverschiebungssatz benannt: addiert man n H-Atome in einer Hydrid-Verbindung entspricht das Molekül in chemischen Eigenschaften den Elementen n Stellen rechts im Periodensystem. Im Band 24 des Handbuchs der Physik von 1927 verfasste er den Artikel Atombau und Chemie.
Er war ab 1938 korrespondierendes Mitglied der Akademie der Wissenschaften zu Göttingen.